# 賭博者 (小説)
『賭博者』（とばくしゃ、ロシア語: Игрок）は、フョードル・ドストエフスキーの長編小説。1866年に出版された。
ルーレット賭博の狂気と、それにより身を滅ぼしていく人々を描く。

## 概要
1860年頃、ドストエフスキーはポリーナ・スースロワと恋仲にあったが、彼女はドストエフスキーの態度が不満だったのか、ドストエフスキーの不在時にスペイン人医学生と関係を結ぶなど、その交際は不純なものであった。それでもドストエフスキーは彼女を赦し、「兄と妹」という関係でイタリア旅行に出かけるが、彼女との冷めた関係への腹いせに行く先々でルーレットに明け暮れた。一般にこの時の体験が『賭博者』の元になったと考えられており、ポリーナは作中のポリーナ・アレクサンドロヴナ・プラスコーヴィヤのモデルになったのである。
しかしながら、身内の不幸や泥沼に陥ったポリーナとの恋愛関係などが重なって執筆は遅れ、1866年になって追われるように書き始めた。これは、ドストエフスキーが全集の版権を売り渡していたステロフスキーとの間で、1866年11月1日までに新作の長編を書くことを約束していたためで、これが履行されない場合には、以後九年間のドストエフスキーの著作は一切の印税なしにステロフスキーが出版できることになっていた。しかし、ドストエフスキーは同年1月から『罪と罰』の連載を始めていたため、とても長編の執筆に没頭する余裕はなかった。そこで、2番目の妻となる速記者アンナ・スニートキナなどの協力を得て、口述により27日間で本作を完成させ、期日ぎりぎりの10月31日にステロフスキーに原稿を渡して事無きを得たのである。

## あらすじ
ドイツの架空の街、ルーレテンブルクを舞台に物語は進行する。「将軍」のウチーテル（家庭教師）であるアレクセイは、資金の調達のためパリなどをまわってルーレテンブルクに戻ってきた。その夜、彼が思いを寄せるポリーナにけしかけられ、ヴルマーヘルム男爵夫人と一悶着起こす。このことがきっかけでアレクセイは、将軍の財政が破綻をきたしており、一行が「おばあさま」と呼ぶアントニーダの死去によって資産が転がり込むことを期待していると知る。
ところが、そこに死にかけていると思われていたアントニーダが姿を現し、一行の目の前でルーレットによって財産を蕩尽してしまう。将軍はじめ一行が狼狽している所に、ポリーナがフランス人のブランシュに借りをつくっているとアレクセイに打ち明ける。アレクセイは取り憑かれたように勝負し始め、大勝するが、ポリーナは気が動転しておりアレクセイの金を受け取ろうとしない。失望したアレクセイはマドモアゼル・ブランシュの誘惑に乗り、一緒に生活を始める。豪奢な生活により資産が枯渇すると、アレクセイはブランシュの元をはなれてルーレット三昧の生活で身を滅ぼしていく。

## 登場人物
アレクセイ・イワーノヴィチ
25歳で将軍家の家庭教師。ポリーナに恋をしている。
将軍
55歳のロシア人男性。妻に先立たれている。デ・グリューに多額の借金をしており、それを清算するため伯母アントニーダの遺産を手に入れようとしている。ブランシュに惚れており、結婚を望んでいる。
ポリーナ・アレクサンドロヴナ・プラスコーヴィヤ
将軍の義理の娘。前述の通りドストエフスキーの愛人ポリーナ・スースロワがモデルとされている。
ミーシャ
将軍の子供。
ナージャ
将軍の子供。
マドモワゼル・ブランシュ（ド・コマンジュ）
25歳のフランス人女性。素性には謎が多いが、美貌のため男達に言い寄られる。財産と高い身分を欲しがっている。
ミスター・アストリー
純朴な性格の英国人実業家。ポリーナに恋をしているが、激高したアレクセイにも冷静に対処する理知的な人物。
デ・グリュー
フランス人侯爵。複数人の債権者。フランス的なステレオタイプを備えた鼻つまみ者として描かれている。名は『マノン・レスコー』の主人公に由来する。
アントニーダ・ワシーリエヴナ・タラセーヴィチェワ
75歳になる将軍の伯母。死にかけていると皆に思われていたが、車いすのまま汽車に乗り込み町にやって来た。
マルファ
アントニーダの召使。
ポタープイチ
アントニーダの執事。
マリヤ・フィリーポヴナ
将軍一家と行動を共にしている女性。

## 舞台化・映像化

### 舞台化
- 歌劇『賭博者』 op.24（1916年）
  - 音楽：セルゲイ・プロコフィエフ

- 「ギャンブラー」（演出：三浦基、音楽：空間現代）
  - 日程：2022年1月12日-16日 KAAT神奈川芸術劇場（大スタジオ）、2022年1月19日-22日 京都芸術センター 講堂

### 映像化
- 『勝負師』（1958年、フランス/イタリア）
  - 監督：クロード・オータン＝ララ
  - 出演：ジェラール・フィリップ、リーゼロッテ・プルファー他